# Urban Legend (album)
Urban Legend is het derde muziekalbum van de rapper T.I., dat op 30 november 2004 uitkwam. Het album sloeg gelijk aan door de hitsingle "Bring 'Em Out". Voor de single gebruikte hij een sample van Jay-Z's nummer "What More Can I Say" van zijn album The Black Album. De single werd ook gebruikt door Miami Heat. Het album werd gedeeltelijk geproduceerd door Ruff Ryders' producer Swizz Beats. Op het album kwamen onder anderen Trick Daddy, Nelly, Lil' Jon, B.G., Mannie Fresh van Big Tymers, Daz Dillinger, Lil' Wayne, Pharrell van The Neptunes, P$C en Lil' Kim voor als gastartiesten. Het album werd Platinum verklaard omdat er meer dan 1,3 miljoen exemplaren van waren verkocht.
Begin 2005 kreeg T.I. samen met Lil' Wayne nog meer aandacht door in het nummer "Soldier" van Destiny's Child te rappen.
T.I. bracht zijn tweede single "U Don't Know Me" uit, welke op verscheidene hitlijsten verscheen. Met deze single won hij opnieuw de Best Street Anthem-prijs bij de Vibe Awards van 2005.
Zijn derde single "A.S.A.P" bereikte nr. 75 in de Verenigde Staten, nr. 18 in de R&B-, nr. 14 in de rap- en nr. 35 in de UK singles-hitlijst.
Hij bracht ook "Get Loose" met gastartiest Nelly uit. Het nummer was geproduceerd door Jazze Pha. Er zou een videoclip verschijnen, maar deze is nooit gemaakt. Het kwam dan ook niet hoger dan nr. 70 in de Billboard's R&B-hitlijst.
In 2006 werd T.I. twee keer genomineerd bij de 48th Annual Grammy Awards: één keer voor "Best Rap/Sung Collaboration" voor "Soldier" met Destiny's Child en Lil' Wayne, en één keer voor "Best Rap Solo Performance" voor de single "U Don't Know Me".

## Nummers
| #  | Titel                    | Producer                | Samen met                         | Duur | Samples                                            |
| -- | ------------------------ | ----------------------- | --------------------------------- | ---- | -------------------------------------------------- |
| 1  | "Tha King"               | Nick "Fury" Loftin      |                                   | 3:24 | "King Of Rock" door Run-DMC                        |
| 2  | "Motivation"             | DJ Toomp                |                                   | 3:34 |                                                    |
| 3  | "U Don't Know Me"        | DJ Toomp                |                                   | 4:03 |                                                    |
| 4  | "ASAP"                   | Sanchez Holmes          |                                   | 4:44 |                                                    |
| 5  | "Prayin for Help"        | Sanchez Holmes          |                                   | 4:22 | "When I'm Gone" door Cynthia Biggs & Dexter Wansel |
| 6  | "Why U Mad at Me"        | Khao                    |                                   | 3:53 | "Bumpy's Lament" door Issac Hayes                  |
| 7  | "Get Loose"              | Jazze Pha               | Nelly, Jazze Pha                  | 4:12 |                                                    |
| 8  | "What They Do"           | KLC                     | B.G.                              | 3:48 |                                                    |
| 9  | "The Greatest"           | Mannie Fresh            | Mannie Fresh                      | 4:22 |                                                    |
| 10 | "Get Ya Shit Together"   | Scott Storch            | Lil' Kim                          | 4:05 |                                                    |
| 11 | "Freak Though"           | The Neptunes            | Pharrell                          | 3:43 |                                                    |
| 12 | "Countdown"              | David Banner            |                                   | 4:55 |                                                    |
| 13 | "Bring 'Em Out"          | Swizz Beatz             |                                   | 3:36 | "What More Can I Say" door Jay-Z                   |
| 14 | "Limelight"              | Khao                    | P$C                               | 5:03 | "I'll Never Let You Go" door Leon Sylvers          |
| 15 | "Chillin' With My Bitch" | Scott Storch            | Jazze Pha                         | 3:56 |                                                    |
| 16 | "Stand Up"               | Lil Jon                 | Trick Daddy, Lil Jon & Lil' Wayne | 4:42 |                                                    |
| 17 | "My Life"                | Daz Dillinger, Shorty B | Daz Dillinger                     | 5:13 |                                                    |